# جورج بندي سميث
جورج بندي سميث (بالإنجليزية: George Bundy Smith)‏ هو محامي وقاضي أمريكي، ولد في 7 أبريل 1937، وتوفي في 5 أغسطس 2017.